# Sennelager

Lage von Sennelager im Stadtbezirk Schloß Neuhaus/Sande. Grenzen Sennelagers gemäß Gemeindeeinteilung des Dekanats Paderborn

Katholische Kirche St. Michael Sennelager

Paderborn-Sennelager wird gemeinhin als ein Stadtteil der Stadt Paderborn aufgefasst, der innerhalb des Bezirks Schloß Neuhaus/Sande liegt. Gemäß der Hauptsatzung der Stadt Paderborn hat Sennelager jedoch nicht den Status eines offiziellen Stadtteils, sondern ist überwiegend Teil des Stadtteils Schloß Neuhaus, der zusammen mit Sande den Stadtbezirk Schloß Neuhaus/Sande bildet. In Sennelager leben 6115 Menschen. Sennelager entstand als Truppenlager für den benachbarten Truppenübungsplatz Senne.

## Geografie
Sennelager liegt am nördlichen Stadtrand von Paderborn (etwa 8 Kilometer von der Innenstadt entfernt), am westlichen Rand der Senne. Es gehört zum Stadtbezirk Schloß Neuhaus/Sande und umfasst Teile der beiden ehemaligen Gemeinden, die sich 1969 zusammengeschlossen hatten. Schloß Neuhaus liegt südlich, Sande westlich von Sennelager. Nördlich der Paderborner Stadtgrenzen liegen die Gemeinde Hövelhof und die Stadt Bad Lippspringe.
Seine geografischen Koordinaten sind 51° 46′ N, 8° 43′ O bei 109 m ü. NN.

## Geschichte

Soldaten-Kompanie in Sennelager 1911

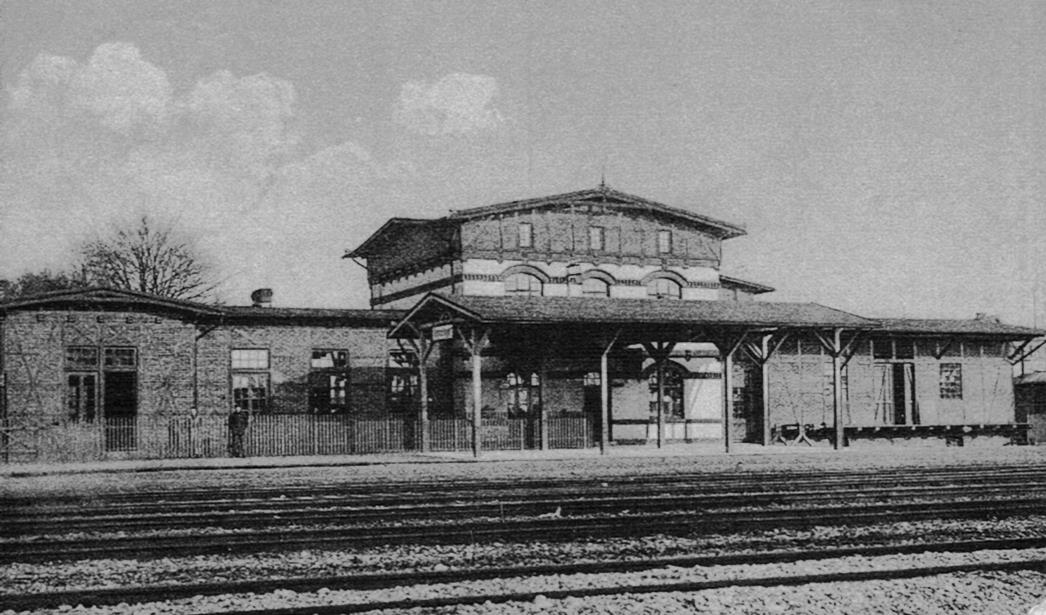
Bahnhof Sennelager (vor 1917)

Sennelager wurde 1851 als preußisches Kavallerie-Übungslager (daher der Name) im zur damaligen Gemeinde Neuhaus gehörenden fast menschenleeren Teil der Senne gegründet. Später erfolgte, insbesondere in der Zeit des Deutschen Kaiserreichs ab 1890, der weitere Ausbau zum Truppenübungsplatz.
Der Übungsplatz Senne wurde am 10. November 1847 von der Stadt Paderborn übernommen und „in Dienst gestellt“. 1881 wurde dieser als „Kavallerie-Exerzierplatz“ am Diebesweg erweitert. Am 24. November 1888 wurde im Zuge einer weiteren Vergrößerung dieser als „Kavallerie-Übungsplatz“ deklariert. Als „Truppenübungsplatz Senne“ gilt der Platz seit dem Jahre 1882.
- 1892 Zu den ersten Gebäuden in Sennelager (damals noch Neuhaus) gehörte der Gasthof Temme.
- 1895 besuchte Kaiser Wilhelm II. Sennelager.
- 1896 erhielt der erste Wirt (Dautzenberg) seine Schankkonzession. Metzgermeister Mersch gründete eine Schlachterei.
- 1908 entstand das erste Soldatenheim in Sennelager, das „Hohenzollernhaus“.
- ab ca. 1910 entstand neben dem Gasthof Temme das Sommer-Theater, später Truppen-Theater, unter der Leitung von Julius von Bastineller; vermutlich das erste Theater in Paderborn.[1]
- 1914 Während des Ersten Weltkriegs wurde das Lager in ein Lager für britische und französische Kriegsgefangene umgewandelt. Eine Abteilung war zivilen Gefangenen gewidmet.[2]

Die Nationalsozialisten lösten 1941 das Kloster der Salvatorianer in Sennelager (Haus Heilandsfrieden) auf. Sie vertrieben die Ordensleute, denen sie Aufenthaltsverbote im Rheinland und in Westfalen auferlegten.
Als ehemaliger Kavallerie-Übungsplatz eignete sich das Gelände für die Ausbildung der deutschen Panzertruppen, die ab Mitte der 1930er Jahre aufgestellt wurden. Für diese Verbände entstand zur Zeit des Zweiten Weltkrieges ein Verladebahnhof für das Militärgelände in der Senne. Erwähnenswert ist in diesen Zusammenhang, dass auf dem Gelände die sehr bekannt gewordenen schweren Tiger-Panzer der Wehrmacht erprobt und in Dienst gestellt wurden. 
Am 10. Juli 1941 trafen die ersten sowjetischen Kriegsgefangenen auf dem Truppenübungsplatz ein und wurden notdürftig untergebracht. Weitere Transporte folgten, ein Kriegsgefangenenlager entstand. Am 26. November 1944 wurde in Sennelager außerdem ein Außenlager des Konzentrationslagers Buchenwald eingerichtet. Bis zur Auflösung Anfang April 1945 waren hier 10–34 Häftlinge untergebracht.
Der militärische Teil kam nach 1945 zunächst als Internierungslager unter britische Verwaltung und ist heute Stützpunkt sowohl der britischen Streitkräfte als auch der NATO. Am 26. Mai 1965 besuchte Königin Elisabeth die Britische Rheinarmee in Paderborn.

## Infrastruktur und Wirtschaft

### Verkehr

#### Schienenverkehr
Der Bahnhof Sennelager liegt an der Senne-Bahn. Auf dieser verkehren im Schienenpersonennahverkehr die gleichnamige RegionalBahn 74 Bielefeld–Sennestadt–Paderborn.
Durchgeführt wird der SPNV von der NordWestBahn. Sie setzt Diesel-Triebwagen der DB-Baureihe 643 ein.
Für den gesamten öffentlichen Personennahverkehr gelten der Westfalentarif (Tarifraum nph) und der NRW-Tarif.

#### Straßen
Sennelager ist über die A 33 an das Fernstraßennetz angebunden. Die Anschlussstelle 24 Paderborn-Sennelager liegt nördlich im Schnittpunkt mit der Bielefelder Straße, der zwischen Halle Westf. und Paderborn zur Landstraße 756 herabgestuften vormaligen B 68.

### Wirtschaft
Die Wirtschaft wird vor allem durch den Betrieb des Truppenübungsplatzes bestimmt. An der Bielefelder Straße befindet sich die Normandy Barracks genannte Kaserne der britischen Stationierungsstreitkräfte.
Sowohl nahe der Autobahnabfahrt als auch unweit des Bahnhofes liegt jeweils ein Gewerbegebiet.

### Bildung
Sennelager verfügt über eine Gemeinschaftsgrundschule, einen katholischen und einen städtischen Kindergarten („Sankt Michael“ und „Sennewind“). Weiterführende Schulen gibt es im Ortskern des Stadtteils Schloß Neuhaus und in der Kernstadt Paderborn.

### Sport
Ende der 1960er-Jahre spielte die 1. Fußballherrenmannschaft des TuS 1910 Sennelager teilweise in der Verbandsliga. 1973 fusionierte der Verein mit dem TuS Schloß Neuhaus zum TuS 07/10 Schloß Neuhaus („07“ für das Gründungsjahr des TuS Schloß Neuhaus und „10“ für das Gründungsjahr des TuS Sennelager). Diese Mannschaft spielte in der Saison 1982/83 in der 2. Bundesliga.
Handball ist bis heute eine beliebte Sportart in Sennelager. Ende der 1980er-Jahre schaffte man es, drei Jahre in der Verbandsliga zu spielen.
Tennis ist erst in der jüngeren Vergangenheit die sportlich erfolgreichste Sportart in Sennelager. In der Sommersaison 2018 spielt die 1. Herrenmannschaft in der 2. Bundesliga Nord, seit 2019 in der 1. Bundesliga.